# Мухамед од Саудијске Арабије
Мухамед од Саудијске Арабије (арап. محمد بن عبدالعزيز أل سعود Мухамед ибн Абдулазиз ел Сауд; 4. марта 1910 — 25. новембра 1988.) је потомак из династије Сауд и четврти син краља Ибн Сауда. Био је кратко престолонаследник Саудијске Арабије од 1964. до 1965. године и номинални гувернер провинције Ел Медина од 1924. до 1965. године. Дао је оставку на место престолонаследника како би отворио пут свом млађем брату Халиду да постане наследник. Принц Мухамед је био један од најбогатијих и најмоћнијих чланова династије Сауд.

## Биографија
Принц Мухамед је био четврти син краља Ибн Сауда рођен је у Ријаду 1910. Његова мајка је била Ел Јавхара ибн Мусаед из породице Ел Џилуви, која је огранак саме породице Ел Сауд. Она и њен муж били су рођаци друго колено. Њихови очеви, Мусаед ибн Џилуви и Абдул Рахман ибн Фајсал, били су рођаци прво колено, док су њихови дедови, Џилуви ибн Турки и Фајсал ибн Турки, били браћа. Ово је било у складу са дугогодишњом традицијом у Арабији брак унутар исте лозе, а чланови Ел Џилуви су се често венчавали са члановима Ел Сауда. Његова браћа су од њега тражила савете и слушали га по свим питањима.

## Краљевске дужности
Принц Мухамед је од малих ногу учествовао у борбама током година формирања краљевине са својом старијом браћом и рођацима. Он и принц Фајсал добили су одговорност за Ихван средином 1920-их. У децембру 1925. године, принц Мухамед је именован за гувернера Медине након освајања града у којем је учествовао. Његов мандат је трајао до 1954. годиен.
Почетком 1932. године принц Мухамед је постављен за вршиоца дужности вицекраља Хиџаза због дугих посета принца Фајсала другим земљама. Међутим, убрзо га је заменио принц Халид због неопрезног управљања регионом. Краљ Абдулзиз ел Сауд је 1934. године наредио својим снагама да нападну предњу одбрану Јемена. Краљ је послао свог нећака Фајсала бин Саада у Бакем, а другог свог нећака, Халида ибн Мухамеда, у Наџран и Саду. Краљев син, принц Фајсал, преузео је команду над снагама на обали Тихама, а принц Мухамед је напредовао из Наџда на челу резервних снага да подржи принца Сауда.

## Одрицање од наследства
Мухамед је био престолонаследник током првих месеци (новембар 1964 - март 1965) за време владавине његовог полубрата краља Фајсала. Затим се добровољно повукао од наследства како би свом млађем брату, принцу Халиду, дозволио да постане наследник саудијског престола. Због овог догађаја назван је краљем кафе. Речено је да одступио да би поштовао општи породични договор. Овај споразум је постигнут током периода унутрашње кризе када је крајем 1964. године распуштени краљ Сауд био абдициран у корист другог полубрата, краља Фајсала. Оставка принца Мухамеда је, стога, помогла смиривању те кризе и олакшала преузимање власти краља Фајсала.

## Контроверзе
Унука принца Мухамеда, Миша ел ибнн Фахд, осуђена је за прељубу у Саудијској Арабији; она и њен љубавник осуђени су на смрт по изричитим упутствима њеног деде, принца Мухамеда, који је био старији члан краљевске породице, због наводне срамоте коју је нанела свом клану и пркосећи краљевској наредби која је ју позивала да се уда за мушкарца изабраног од стране породице, и били су подвргнути јавном извршењу. Западни медији критиковали су овај догађај као кршење права жена. Британски ТВ канал представио је драматизовани документарац, Смрт принцезе, који је заснован на овом инциденту. Емитовање је значајно наштетило односима Саудијске Арабије и Велике Британије.
Након погубљења, сегрегација жена је постала строжа, а верска полиција је такође почела да патролира базарима, тржним центрима и свим другим местима где би се мушкарци и жене могли случајно срести. Када су принца Мухамеда касније питали да ли су две смрти биле неопходне, он је рекао: „Било ми је довољно што су заједно били у истој просторији“.

## Смрт
Принц је преминуо од срчаног удара, сахрањен је на гробљу Ел Оуд у Ријаду 25. новембра 1988. године.

## Ордени
| Велика Британија | Огрлица |  | Медаља за крунисање Џорџа VI (Уједињено Краљевство) | 1937. |